# Comité Vietnam Lycéen
Pour les articles homonymes, voir CVL.
Les Comités Vietnam Lycéens sont des comités créés à la rentrée scolaire 1966 par des jeunes communistes en désaccord avec la direction du Mouvement jeunes communistes de France (MJCF). Maurice Najman au lycée Jacques-Decour et Joël Grynbaum au lycée Turgot sont lesprécurseurs de ce mouvement.

## Historique
Plusieurs comités naissent dans les mois suivant la rentrée 1966 : au lycée Henri-IV (avec les futurs journalistes Nicolas Baby et Bernard Guetta, le futur ambassadeur de France Jean Mendelson, Michel Reveyrand-de Menthon), dans les lycées Voltaire (avec Romain Goupil), Lavoisier, Carnot, Louis-le-Grand, Condorcet, Charlemagne, ou à Toulouse (à l’initiative de membres de la Jeunesse étudiante chrétienne (JEC)).
Le succès inquiète le parti communiste français (PCF) qui exclut ses militants, lorsqu'ils en sont membres, des MJCF en décembre 1966.
Les CVL rejoignent le Comité Vietnam national (CVN), fondé en septembre 1966 par le mathématicien Laurent Schwartz.
Le 28 février 1967 est organisé un meeting de plusieurs centaines de lycéens au Cinéma Monge autour de Jacques Decornoy, Léo Matarasso, Jean-Pierre Vigier, secrétaire général du Tribunal Russell (revenu du Nord-Vietnam pour témoigner sur les crimes de guerre américains), Claude Roy, le chanteur Marcel Mouloudji et le grand reporter Roger Pic, qui projette son film Malgré l'escalade, tourné au Vietnam. 
Au cours des mois suivants, des comités naissent dans une vingtaine de lycées parisiens et quelques-uns apparaissent même dans les banlieues riches (Neuilly, Saint-Germain-en-Laye).
Parmi les animateurs des Comités Vietnam Lycéens, certains rejoignent la Jeunesse communiste révolutionnaire (JCR), fraîchement créée  (comme Michel Recanati, Romain Goupil, les frères Cyroulnik) alors que d’autres (Maurice Najman, Joel Grynbaum, Maurice Ronai, Nicolas Baby, Bernard Schalscha) rejoignent les cercles « pablistes » (avant de participer en 1969 à la création de l’Alliance marxiste révolutionnaire (AMR)).
La formation des CVL préfigure les premiers Comités d’action lycéens (CAL).